# Kornerup Sogn
Kornerup Sogn 
ist eine Kirchspielsgemeinde (dän.: Sogn)
auf der Insel Sjælland in Dänemark.
Bis 1970 gehörte sie zur Harde Sømme Herred im damaligen Københavns Amt (bis 1808: zum Roskilde Amt), danach zur Lejre Kommune im „neuen“ Roskilde Amt, die im Zuge der  Kommunalreform zum 1. Januar 2007 in der „neuen“ Lejre Kommune in der Region Sjælland aufgegangen ist.
Im Kirchspiel leben 238 Einwohner (Stand: 1. Januar 2023).
Im Kirchspiel liegen die Kirche „Kornerup Kirke“ und das Ganggrab Hørhøj.
Nachbargemeinden sind im Norden Herslev Sogn, im Nordwesten Gevninge Sogn, im Südwesten Allerslev Sogn und im Südosten Glim Sogn, ferner in der östlich gelegenen Roskilde Kommune Svogerslev Sogn.